# Manifesto of Nevermore
Manifesto of Nevermore är ett samlingsalbum med det progressiv metal-bandet Nevermore, utgivet 2008 av skivbolaget Century Media Records.

## Låtlista
1. "Final Product" – 4:22
2. "Born" – 5:05
3. "Enemies of Reality" – 5:11
4. "Tomorrow Turned into Yesterday" – 4:35
5. "Believe in Nothing" – 4:22
6. "Narcosynthesis" – 5:31
7. "Dreaming Neon Black" – 6:26
8. "Beyond Within" – 5:12
9. "Next in Line" – 5:32
10. "The Seven Tongues of God" – 5:59
11. "Matricide" – 5:21
12. "What Tomorrow Knows" – 5:12
13. "The Heart Collector" (live) – 6:45

Spår 1, 2 från albumet This Godless Endeavor

Spår 3, 4 från albumet Enemies of Reality (remixad och remastrad)

Spår 5, 6 från albumet Dead Heart in a Dead World

Spår 7, 8 från albumet Dreaming Neon Black

Spår 9, 10 från albumet The Politics of Ecstasy

Spår 11 från EP:n In Memory

Spår 12 från albumet Nevermore

Spår 13 från livealbumet The Year of the Voyager (ursprunglig från albumet Dead Heart in a Dead World)

## Medverkande
Nevermore
- Warrel Dane – sång
- Jeff Loomis – gitarr
- Jim Sheppard – basgitarr
- Van Williams – trummor
- Steve Smyth – gitarr (spår 1, 2)
- Tim Calvert – gitarr (spår 7, 8)
- Pat O'Brien – gitarr (spår 9–12)

Bidragande musiker
- Chris Broderick – gitarr (spår 13)

Produktion
- Olle Carlsson, Stephanie Cabral – foto